# Audi Allroad Quattro
O Allroad Quattro é um crossover produzido pela Audi com base na A6 Avant. A nova versão baseada na plataforma C6 surgiu em 2005. A designação passou a ser A6 Allroad.